# Amousse Tessema
Amousse Tessema (nascido em 25 de setembro de 1931) é um ex-ciclista etiopiano.

## Carreira
Participou nos Jogos Olímpicos de 1960, realizados na cidade de Roma, Itália, onde terminou em 28º competindo no contrarrelógio por equipes (100 km). Também participou na prova individual do ciclismo de estrada, mas não conseguiu terminar a corrida.